# Възел 4
Възел 4 (на английски: Node 4), известен още като Докова възлова платформа (на английски: Docking Hub System), е предложение за бъдещ модул на Международната космическа станция. НАСА извършва 40-месечно проучване за Възел 4, което би довело до изстрелването му през 2013 година.
Възел 4 би бил построен от хардуер, първоначално предвиден за Възел 1. По време на конструирането на първия възел били открити проблеми и наличното оборудване било оставено на склад. След като през 2011 година са прекратени полетите на космическата совалка, Възел 4 би бил изстрелян на борда на ракета Атлас V или Делта IV.